# Roy Bentley
Roy Thomas Frank Bentley (17 de maig de 1924 - 20 d'abril de 2018) fou un futbolista anglès de la dècada de 1950.
Fou internacional amb la selecció d'Anglaterra amb la qual participà en la Copa del Món de futbol de 1950. Destacà com a jugador del Chelsea FC. També fou jugador de Bristol City FC, Newcastle United FC, Fulham FC i Queens Park Rangers FC.
Un cop retirat fou entrenador de Reading FC i Swansea City.